# Heptakosan
Heptakosan (CH3(CH2)25CH3) (sumární vzorec C27H56) je uhlovodík patřící mezi alkany, má 27 uhlíkových atomů v molekule.